# Sulfure de cuivre
Le terme sulfures de cuivre désigne une famille de composés chimiques et de minéraux dont la formule chimique est CuxSy, peu importe qu'ils soient d'origine naturelle ou synthétique. Quelques sulfures de cuivre ont une importance économique en tant que minerais.
Dans l'industrie minière, les plus importants sulfures de cuivre sont le chalcocite (Cu2S) et la covellite (CuS). Toujours dans l'industrie minière, les minéraux bornite et chalcopyrite, qui sont un mélange de sulfures de cuivre-fer, sont régulièrement désignés comme des « sulfures de cuivre ». En chimie, un « sulfure de cuivre binaire » est n'importe quel composé chimique binaire du cuivre et du soufre. En incluant des composés non stochiométriques, la proportion du cuivre et du soufre est très variable dans les sulfures de cuivre : 0,5 ≤ Cu/S ≤ 2.

## Sulfures de cuivre connus
Les minéraux de sulfures de cuivre binaires qui existent naturellement sont listés ci-dessous. Il en existe probablement d'autres, tel le blaubleibender covellite (covellite de couleur bleue) :
- CuS2, villamaninite[2] or (Cu,Ni, Co,Fe)S2[3]
- CuS, covellite[2]
- Cu9S8 (Cu1.12S), yarrowite[4]
- Cu39S28 (Cu1.39S), spionkopite[4]
- Cu8S5 (Cu1.6S), geerite[5]
- Cu7S4 (Cu1.75S), anilite[2]
- Cu9S5 (Cu1.8S), digénite[2]
- Cu31S16 (Cu1.96S), djurleite[2]
- Cu2S, chalcocite[2]

## Groupes
Les sulfure de cuivre peuvent être classés en trois groupes :
1. Monosulfures, 1.6 ≤ Cu/S ≤ 2 : leur structure cristalline consiste en des anions de soufre isolés qui sont répartis sur des réseaux denses ou cubiques, sans liaisons directes S-S. Les ions de cuivre sont distribués dans des sites interstitiels de façon désordonnés qui sont à la fois trigonal et partiellement tétraédral et sont plutôt mobiles. En conséquence, cette classe montre une conductivité ionique à une température modérément élevée. De plus, la majorité de ses membres sont des semi-conducteurs.
2. Mélange de monosulfure et de disulfure : ces composés comprennent à la fois du monosulfure (S2−) et des anions de disulfure (S2)n−. Selon leur composition et leur structure cristalline, ces sulfures de cuivre sont des semi-conducteurs ou des conducteurs métalliques.
3. Disulfure de cuivre (CuS2) : ce composé peut être synthétisé à très haute pression. Sa structure cristalline ressemble à celle de la pyrite, tous les atomes de soufre formant une unité S-S. C'est un conducteur semi-métallique (semi-conducteur dégénéré), car la bande de valence p du soufre est incomplète.